# Onthophagus longegranus
Onthophagus longegranus är en skalbaggsart som beskrevs av Frey 1957. Onthophagus longegranus ingår i släktet Onthophagus och familjen bladhorningar. Inga underarter finns listade i Catalogue of Life.